# L'Homme sans nerfs
Pour plus de détails, voir Fiche technique et Distribution.
L'Homme sans nerfs (Der Mann ohne Nerven) est un film muet franco-allemand réalisé par Harry Piel et Gérard Bourgeois, sorti en 1924.

## Fiche technique
- Titre original : Der Mann ohne Nerven
- Titre anglais : The Man Without Nerves
- Réalisation : Harry Piel et Gérard Bourgeois
- Producteur : Harry Piel
- Société de production : Hape-Film Co. GmbH (Berlin)[1]
- Scénario : Edmund Heuberger, Herbert Nossen
- Photographie : Georg Muschner, Gotthardt Wolf
- Pays de production : Allemagne  République de Weimar
- Genre : Film d'aventure
- Durée : 108 minutes
- Dates de sortie: 
  - Allemagne : 5 décembre 1924 (Berlin)

## Distribution
- Harry Piel : Der Mann ohne Nerven
- Dary Holm : Aud Egede Christensen
- Albert Paulig : Henry Ricold
- Marguerite Madys : Yvette
- Paul Guidé : Hector Marcel
- Denise Legeay : Lizzie
- José Davert : Jack Brown
- Hermann Picha